# Safari Club

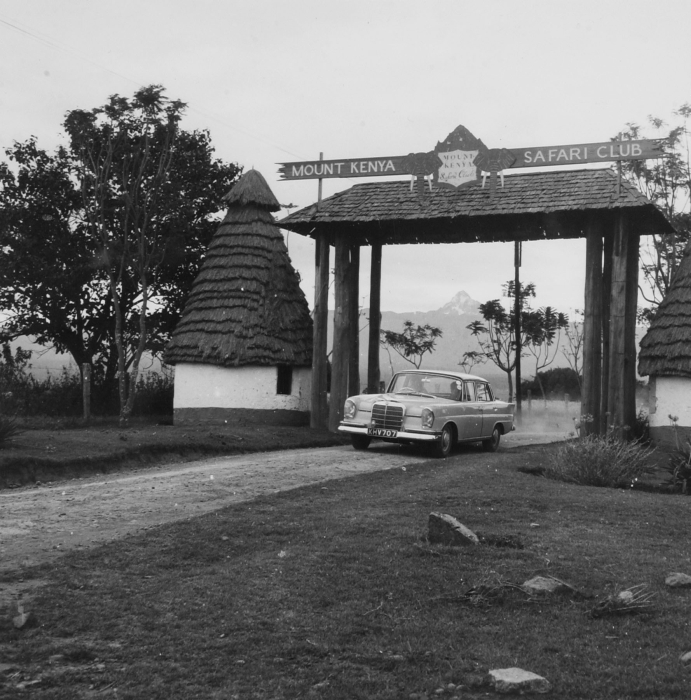
Khashoggis Mount Kenya Safari Club, von dem der Name des Geheimbündnisses abgeleitet wurde

Als Safari Club wird ein im Jahr 1976 geschlossenes Geheimbündnis bezeichnet, in dem verschiedene in Afrika aktive Geheimdienste übereinkamen, dort verdeckte Operationen durchzuführen. Da es zu Missbrauchsfällen gekommen war, hatte der Kongress der Vereinigten Staaten die Macht der CIA eingeschränkt; zu diesem Zeitpunkt war Portugal auch daran, sich aus Afrika zurückzuziehen. Offizielle Mitglieder des Safari Club waren der Iran (vor der Islamischen Revolution, welche die Pahlavi-Dynastie stürzen sollte), Ägypten, Saudi-Arabien, Marokko und Frankreich. Auf informeller Ebene wurden auch Beziehungen zu den Vereinigten Staaten, Südafrika, Rhodesien (heutiges Simbabwe) und Israel unterhalten. Die Gruppe konnte einen militärischen Einsatz in Zaire erfolgreich durchführen, nachdem Truppen aus Angola eingedrungen waren (siehe Shaba-Invasion). Im Konflikt mit Äthiopien (1977–1979) versorgte die Gruppe Somalia mit Waffen (siehe Ogadenkrieg). Die Gruppe war auch in Geheimdiplomatie involviert, um das Vordringen des Kommunismus in Afrika einzuschränken. Der Safari Club soll den Prozess gestartet haben, der zum Friedensvertrag zwischen Ägypten und Israel von 1979 führte.